# Кама (нож)
 Тази статия е за вида нож.  За типографския знак, напомнящ кама, вижте Обелиск (типография).  
Вижте пояснителната страница за други значения на Кама.
Камата, наричана още кинжал, е вид нож с две остри страни, използвана за промушване и защита. Острието на камата е сравнително късо и не надминава 50 сантиметра. За първи път се появява още при примитивните сечива и е изработвана от кремък или кост. Металната кама се появява през бронзовата епоха. През средновековието и ренесанса е използвана в комбинация със сабя при дуели.

## Ранна история
Както брадвите, камите се развили от праисторически сечива. По време на неолита, камите били направени от материали като кремък, бивници и кост и били използвани като оръжия от най-ранните периоди на човешката цивилизация. Най-ранните метални ками се появили през бронзовата епоха през третото хилядолетие пр. Хр., предшествайки меча, който по същество се развил от огромни ками. Въпреки че стандартната кама в никакъв случай не е много ефективна срещу брадви, копия, и дори боздугани поради късия си обсег, тя е била важна крачка към развитието на едно по-полезно оръжие за ръкопашен бой – меча.
Все пак, от времето на прединастичен Египет, камите били украсявани като церемониални предмети със златни дръжки, а по-късно дори с по-орнаментирани и разнообразни конструкции. Една ранна сребърна кама е била открита с мотив по средата на острието. Традиционно, някои военни и морски офицери носели церемониални ками като символ на власт, а днешните войници все още са екипирани с бойни ножове и щикове. През втори век пр. Хр. ками с вдлъбнатини са били използвани в Минойския Крит както се вижда от археологическите разкопки в Кносос.
Исторически, ножовете и камите винаги са се считали за вторични или дори третични оръжия. В повечето култури се биели с тояги, мечове и брадви на близко разстояние, ако вече не използвали лъкове, копия, прашки или други далекобойни оръжия.
От 1250 г. насам, надгробни камъни и други съвременни изображения показват рицари с ками или бойни ножове. Дръжките и формата на остриетата започнали да приличат на по-малки варианти на мечове, което довело до предпочитание към орнаментирани ножници и дръжки към края на 15 век.
Обикновено камата или касия меч се използва като второ оръжие или даже трето оръжие при различни времена и различни родове войски в миналото. Пугио представлява римска кама, използвана от римските легионери в античната Римска империя като второ оръжие.

## Съвремено използване
В редица държави различните видове традиционни ками или къси саби са част от облеклото на мъжете. В други са част от парадното облекло на военнослужещите:
- Ханджарът представлява изкривена кама в ножница и е задължителен атрибут към националното облекло в Оман.
- При някои народи от Кавказ кинжалът се счита за задължителнен атрибут на националното облекло.[5]
- В редица страни като например България, Русия, Унгария, Италия и др. има традиция на някои родове войски като Военноморски сили или Военновъздушни сили да се носи кортик. Използва се и като наградно оръжие.[6]
- Шотландският кортик „дирк“ е традиционен за шотландското мъжко национално облекло и принадлежност към шотландското военно облекло във Великобритания.

## В изкуството
Едно от най-красивите стихотворения на загиналия много млад руски поет Михаил Лермонтов е "Кинжал".
```
Люблю тебя, булатный мой кинжал,
Товарищ светлый и холодный.
Задумчивый грузин на месть тебя ковал,
На грозный бой точил черкес свободный.
Лилейная рука тебя мне поднесла
В знак памяти, в минуту расставанья,
И в первый раз не кровь вдоль по тебе текла,
Но светлая слеза — жемчужина страданья.
```